# José María Pérez Franco
José María Pérez Franco (Arequipa, 14 de mayo de 1816-Lima, 28 de diciembre de 1883) fue magistrado, catedrático universitario y político peruano. Fue presidente de la Cámara de Diputados del Perú (1862-1863).

## Biografía
Hijo de Saturnino Pérez de la Vega y Manuela Franco Bello. Cursó estudios en el Seminario de San Jerónimo de su ciudad natal, y  luego en la Universidad de San Agustín. Paralelamente a sus estudios universitarios, se dedicó a la docencia en el Seminario, así como en el Colegio Nacional de la Independencia Americana y el Colegio Arequipa. El 14 de diciembre de 1841 se recibió como abogado.
En 1840 empezó a trabajar en la redacción del Registro Oficial y como secretario del presidente Agustín Gamarra, a quien acompañó en la campaña de Bolivia, donde dicho mandatario tuvo un trágico fin (1841).
En 1842 fue secretario de la prefectura de Arequipa. En 1843 ocupó el cargo de oficial primero de la Secretaría del Supremo Director Manuel Ignacio de Vivanco; así como el de tesorero de la Academia Lauretana.
El 19 de abril de 1843 se casó con María Trinidad Paredes Valdivia, en la iglesia de Santa Marta de Arequipa.
De manera consecutiva fue inspector de instrucción primaria (1846), teniente primero de la Guardia Nacional (1847), juez de primera instancia (1849), vicerrector de la Universidad de San Agustín (1855), fiscal de la Corte Superior de Arequipa (1856), y director de la Sociedad de Beneficencia Pública (1857).
En 1860 fue elegido diputado por la provincia de Arequipa. En la legislatura de 1861 fue elegido primer vicepresidente de su cámara. En las legislaturas de 1862 y 1863 ejerció la presidencia.  Fue miembro de la comisión encargada del proyecto de reforma constitucional y presidió la encargada de la reforma de la legislación penal. En 1864 fue nuevamente elegido como diputado por Arequipa, aunque poco después el Congreso entró en receso debido a las turbulencias políticas.
1864-1865
Su labor parlamentaria no le impidió continuar con su carrera en la magistratura. En 1862 fue elegido vocal de la Corte Superior de Áncash. En 1864 pasó a ser vocal de la Corte Superior de Lima, llegando a ser presidente de la misma en 1876. Falleció en La Magdalena, Lima.
También escribió composiciones poéticas y una parte de ellas fue compilada en la obra antológica Lira arequipeña (1899).